# Boyle Abbey
Boyle Abbey (irisch Mainistir na Búille) liegt etwas außerhalb des Städtchens Boyle, im County Roscommon in Irland, nahe am gleichnamigen Fluss und der Straße N4 von Dublin nach Sligo. Es ist eine Tochtergründung von Mellifont im County Louth und obwohl die Gebäude unter der englischen Besatzung schwer gelitten haben, ein imponierendes Beispiel einer Zisterzienserabtei aus dem frühen 13. Jahrhundert.

## Beschreibung

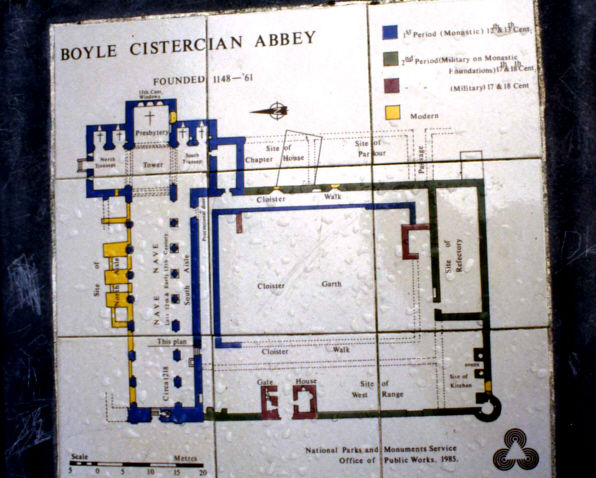
Plan von Boyle Abbey

Der Grundriss von Boyle entspricht weitgehend dem anderer Zisterzienserklöster. Die kreuzförmige Kirche besteht aus einem kurzen Chor, einem nördlichen und südlichen Querhaus mit je zwei Seitenkapellen und dem stattlichen dreischiffigen Langhaus.

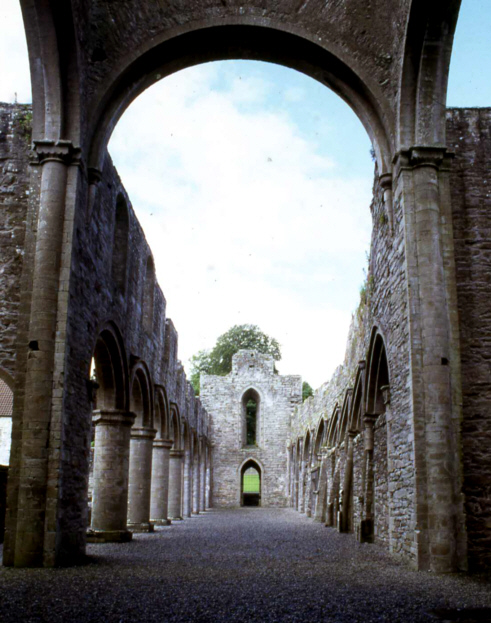
Boyle Abbey

Die Südseite des Langhauses besitzt Spitzbögen, die Nordseite Rundbögen. Einige Bögen des Südschiffes scheinen zum älteren Teil des Langhauses zu gehören (wahrscheinlich um 1180). Die Bögen der Nordseite sind wahrscheinlich jünger (ca. 1190–1200). Sie sind spitz zulaufend, eine Form die zwischen Romanik und Gotik liegt und ein Beispiel für den Übergangsstil ist.

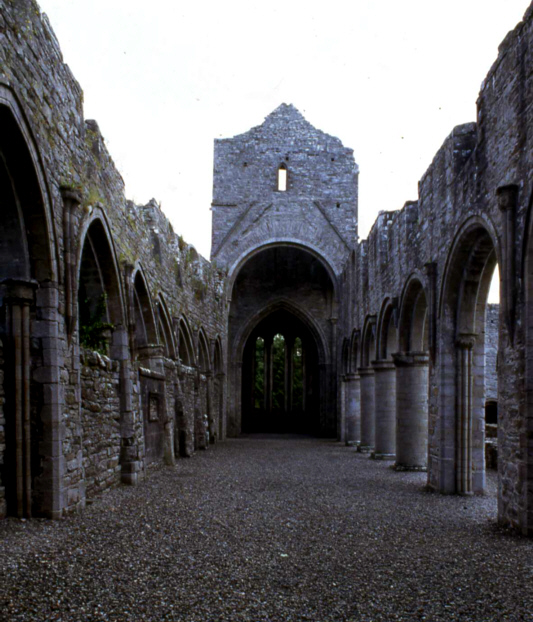
Boyle Abbey

Die Kirche wurde 1218 eingeweiht, möglicherweise wurde der Westteil des Langhauses erst später fertig. Der Grundriss entspricht der von Bernhard von Clairvaux entwickelten Architektur. Die epigonalen Außenmauern des Langhauses sind praktisch verschwunden, nur ihr Verlauf kann noch verfolgt werden. Einige Kapitelle zeigen Fabeltiere, ähnlich den Werken des irischen Übergangsstils in der Abtei von Ballintubber im County Mayo. Sie sind ungewöhnlich für zisterziensische Bauten, aber typisch für Westirland. Die Westseite der Kirche mit dem einzelnen Lanzettfenster ist frühe Gotik. Die zahlreichen Säulenbündel an den Seiten weisen Ähnlichkeit mit der Kathedrale in Dublin auf. Es wird behauptet, dass es sich um Arbeiten desselben Meisters handelt. Ohne Zweifel ist dieser Stil ein Atavismus auf westenglische Vorbilder. Der Chor wurde wahrscheinlich direkt nach Ankunft der Mönche im Jahre 1161 erbaut.
Das spitz zulaufende Tonnengewölbe ist typisch zisterziensisch und stammt, ebenso wie der spitze Chorbogen und die Eingänge zu den Seitenkapellen, von Vorbildern aus Burgund. Die drei Lanzetten im Ostfenster sind Folge einer Änderung im 13. Jahrhundert. Die ursprünglichen Rundbogenfenster, welche ursprünglich wahrscheinlich kleiner und in Doppelreihen angelegt waren, sind im nördlichen Querhaus noch zu sehen. Es besteht kein Zweifel das in Boyle, im Widerspruch zu den Vorschriften der Zisterzienser, von Anfang an ein Vierungsturm existierte, obwohl ein Teil des heutigen Turmes, den Fenstern nach zu urteilen, jüngeren Datums ist, wahrscheinlich wurde er um 1300 erhöht. Zisterziensische Türme sind zumeist Anbauten des 15. Jahrhunderts.
Von dem gedeckten Säulengang, der früher um den Hof führte, ist nichts erhalten geblieben. Die Sakristei wurde aber zu Lebzeiten Elisabeths I., als ein Teil ihrer Armee hier stationiert war, stark verändert. Südlich der Sakristei ist noch ein Teil des Eingangs zum Kapitelsaal zu sehen. Von den anderen südlichen Gebäudeteilen ist wegen der Umbauten zur Kaserne wenig erhalten. Die vom Einsturz bedrohte Nordwand wurde aufwändig restauriert und erhielt ein neues Fundament.

## Geschichte
Boyle Abbey wurde von Mönchen aus Mellifont gegründet, die sich nach drei missglückten Versuchen, einen Standort zu finden, schließlich 1161 bei Boyle niederließen. Ein Gründer ist unbekannt, aber die MacDermots, die Herren von Moylurg im Norden der Grafschaft Roscommon, waren die Schutzherren des Klosters. Der Abt von Boyle war eine Schlüsselfigur in der Verschwörung von Mellifont (Conspiracy of Mellifont), von 1227, einem Machtkampf zwischen den anglo-normannischen und irischen Häusern des Zisterzienserordens. Boyle war mit Jerpoint und Baltinglass, Killenny, Kilbeggan und Bective führend auf irischer Seite. Sein Abt wurde danach gemeinsam mit anderen Vertretern der irischen Seite abgesetzt.
1235 wurde Boyle von William de Burgo de Mortaigne geplündert. Das Kloster wurde daraufhin von Mellifont abgenabelt und direkt an Clairvaux angegliedert. Bis zum 15. Jahrhundert verlor es an Bedeutung. Ein Abt von Mellifont berichtete, dass Mellifont und Dublin die einzigen Zisterzienserklöster seien, in denen die Mönche nach den Ordensregeln lebten. Das Kloster mag bis ins Jahr 1589 überlebt haben, als es an William Usher verpachtet wurde. Hugh O’Neill belagerte Boyle im Jahr 1595 und 1603 wurde das Kloster an Sir John King gegeben, dessen Nachfahren es bis zum 19. Jahrhundert in Besitz hatten. Ab der Ära Elisabeth I. bis zum Ende des 18. Jahrhunderts war die Armee in Boyle Abbey untergebracht.